# Universidad Santo Tomás Rugby Club
Universidad Santo Tomás Rugby Club es un club deportivo con sede en la ciudad de Santiago de Chile donde se practica rugby.

## Historia
El rugby en la Universidad Santo Tomás se remonta a mediados de la década del 90, cuando Felipe Cortés, Felipe Veloso y Juan Pablo Orozco, alumnos que practicaban este deporte en distintos clubes de Santiago, instaron a la universidad para que conformaran la rama de rugby, arrendando para ello las dependencias de Escuela Militar y contratando al Sr. Hugo Palacios, profesor de educación física y rugbista con amplia experiencia en el referato nacional e internacional, para que se hiciera cargo de la dirección técnica del equipo.
La rama de rugby se destacó en la universidad por sobre otros deportes que se practicaban habitualmente, principalmente por la rigurosidad de su entrenador y el compromiso de algunos jugadores que vieron en este deporte un estilo de vida.
Con los años, la rama de rugby de la universidad se fue fortaleciendo, principalmente en el campeonato de universidades privadas ADUPRI, logrando los primeros lugares de los torneos que se organizaban en dicha asociación.
A partir del año 2003, y como consecuencia de los buenos resultados a nivel universitario, la inquietud de algunos jugadores y el compromiso del club, deciden inscribirse en las competencias organizadas por la Asociación de Rugby de Santiago, ARUSA, y participar en la segunda división del rugby nacional. Junto a esto, y en función de las obligaciones que imponían nuevas responsabilidades, se conformó la primera directiva de la rama de rugby, presidida por el Sr. Víctor Carvajal.
Con el tiempo los logros deportivos se hicieron realidad. Copas de plata y bronce en los distintos campeonatos de segunda división, hicieron que Universidad Santo Tomás se fuera haciendo un nombre en ARUSA. Viajes internacionales (Argentina) y participaciones nacionales con equipos extranjeros de Australia, Estados Unidos, Escocia y Argentina, fueron la previa para lo que se vendría después, el soñado ascenso a la Primera División Nacional de Chile en el año 2007, el que luego se repetiría el año 2011, esta vez en forma invicta.

## Actualidad
El ascenso a primera división tuvo repercusiones positivas en los jugadores de la Universidad Santo Tomás, es así como  4 de sus jugadores han formado parte de distintos procesos de la Selección de Rugby de Chile en categorías M-20, Seven a Side y Adulta.
Hoy en día y con 4 temporadas en 1° División, bajo el alero de la actual directiva y cuerpo técnico, Universidad Santo Tomás Rugby Club pretende consolidarse como club a nivel nacional; conformando la rama juvenil, consolidar su plantel adulto con dos equipos, poder pelear el título nacional y  poder tener su propio recinto deportivo.